# Pößneck
Pößneck is een gemeente in de Duitse deelstaat Thüringen, gelegen in de Saale-Orla-Kreis. De stad telt 11.697 inwoners.

## Geografie
De gemeente omvat naast de gelijknamige stad de dorpen Jüdewein, Köstitz, Schlettwein, Öpitz en Schweinitz. Naburige gemeenten van Pößneck zijn onder andere Gefell, Bad Lobenstein en Neustadt an der Orla.

## Bekende inwoners
Misschien wel de bekendste inwoners van Pößneck zijn de families Strelzyk en Wetzel.
Deze families werden bekend nadat ze op 15 september 1979 met een heteluchtballon uit de DDR ontsnapten.
Na 28 vluchtminuten en 22 kilometer verder landde de ballon nabij de stad Naila in West-Duitsland.
Nadat de DDR ophield te bestaan in 1990, is de familie Strelzyk teruggekeerd naar Pößneck en woont weer in haar eigen huis uit het DDR-tijdperk.

### Geboren in Pößneck
- Roland Matthes (1950), olympisch zwemkampioen

Bad Lobenstein · Bodelwitz · Burgk · Dittersdorf · Döbritz · Dreba · Dreitzsch · Eßbach · Gefell · Geroda · Gertewitz · Görkwitz · Göschitz · Gössitz · Grobengereuth · Hirschberg · Keila · Kirschkau · Knau · Kospoda · Krölpa · Langenorla · Lausnitz · Lemnitz · Linda bei Neustadt an der Orla · Löhma · Miesitz · Mittelpöllnitz · Moßbach ·  Moxa · Neundorf (bij Schleiz) · Neustadt an der Orla · Nimritz · Oberoppurg · Oettersdorf · Oppurg · Paska · Peuschen · Plothen · Pörmitz · Pößneck · Pottiga · Quaschwitz · Ranis · Remptendorf · Rosendorf · Rosenthal am Rennsteig · Saalburg-Ebersdorf · Schleiz · Schmieritz · Schmorda · Schöndorf · Seisla · Solkwitz · Tanna · Tegau · Tömmelsdorf · Triptis · Volkmannsdorf · Weira · Wernburg · Wilhelmsdorf · Wurzbach · Ziegenrück